# Cơ Công Lưu
Cơ Công Lưu (giản thể: 公刘; phồn thể: 公劉) (2140 TCN - 2000 TCN) tức Cơ Công Lưu là quân chủ đời thứ tư của nước Thai - ngày nay thuộc vùng phía Tây huyện Vũ Công tỉnh Thiểm Tây, thời gian ông tức vị cũng là vào lúc nhà Hạ đang trên đà suy thoái. Trước khi ông làm thủ lĩnh nước Thai thường xuyên bị các bộ lạc Tây Nhung quấy phá không mấy lúc được yên ổn, sau khi ông lên kế nhiệm cha là Cúc thì tình hình vẫn không khả quan hơn. Công Lưu dứt khoát quyết định dời đô đến đất Bân (hoặc Mân) - nay thuộc vùng Tây Nam huyện Tuần Ấp tỉnh Thiểm Tây, nước Thai được đổi gọi là nước Bân kể từ thời điểm này.
Sau ngày dời đến đất Bân thì Công Lưu rất tích cực chấn hưng cơ nghiệp tổ tiên khiến cho đất nước ngày càng cường thịnh, trăm họ nước Bân ca ngợi công đức của Công Lưu chỉ đứng sau tổ 4 đời của ông là Hậu Tắc mà thôi.
Sau khi Công Lưu mất con là Cơ Khánh Tiết nối ngôi.